# Filadelfia
Filadelfia (in inglese Philadelphia, dal greco antico Φιλαδέλφεια?, Philadélpheia, "amore fraterno"; informalmente anche Philly) è la sesta città degli Stati Uniti d'America per popolazione e la più importante dello Stato della Pennsylvania.
Nel 2020 contava 1 603 797 abitanti; mentre la sua area metropolitana, estesa anche su parti dei vicini stati del Delaware e del New Jersey, raggiungeva i 6,2 milioni di abitanti.
Fondata nel 1682 dal quacchero William Penn, Filadelfia è una delle più antiche città degli Stati Uniti d'America, e fra la fine del XVIII secolo e l'inizio del XIX fu la città più grande del Paese.
In quell'epoca vi furono redatte la dichiarazione di Indipendenza (1776) e la costituzione statunitense. Dal 1790 al 1800 fu la capitale provvisoria del Paese.
Filadelfia sorge sulla riva occidentale del fiume Delaware, ed è attraversata da un suo affluente, lo Schuylkill; il centro storico della città è compreso fra questi due fiumi. Dagli anni dieci del XXI secolo, il quartiere di Kensington è diventato un importante mercato illegale di droga, con conseguente degenerazione dell'arredo urbano e delle condizioni di vita.

## Geografia fisica

### Territorio

Foto satellitare della città

Filadelfia è situata alla latitudine 39°59'53" Nord e alla longitudine 75°8'41" Ovest 39.998012°N 75.144793°W, sulle rive occidentali dell'estuario del fiume Delaware, che la separa da Camden, nel vicino Stato del New Jersey. Essendo il Delaware navigabile anche da navi di grosso tonnellaggio, Filadelfia è dotata di un importante porto. L'altro corso d'acqua di rilievo che attraversa la città è il fiume Schuylkill, che convenzionalmente segna il confine occidentale del centro storico.
Secondo il Census Bureau statunitense, la città si estende su un'area totale di 369,4 km² (142,6 miglia quadrate), di cui 19,6 km² (il 5,29%) sono coperti da fiumi o altre superfici acquatiche, fra cui i fiumi Delaware, Schuylkill, Cobbs Creek, Wissahickon Creek e Pennypack Creek.
Gli abitanti di Filadelfia producono 400 tonnellate di rifiuti riciclabili al giorno. La città deve affrontare un problema di riciclo dal 2019, dopo che la Cina ha deciso di interrompere l'importazione di rifiuti in plastica.

### Clima
| Dati climatici di Filadelfia (NOAA) | Mesi | Mesi | Mesi | Mesi | Mesi | Mesi | Mesi | Mesi | Mesi | Mesi | Mesi | Mesi | Stagioni | Stagioni | Stagioni | Stagioni | Anno  |
| Dati climatici di Filadelfia (NOAA) | Gen  | Feb  | Mar  | Apr  | Mag  | Giu  | Lug  | Ago  | Set  | Ott  | Nov  | Dic  | Inv      | Pri      | Est      | Aut      | Anno  |
| ----------------------------------- | ---- | ---- | ---- | ---- | ---- | ---- | ---- | ---- | ---- | ---- | ---- | ---- | -------- | -------- | -------- | -------- | ----- |
| T. max. media (°C)                  | 4,6  | 6,6  | 11,5 | 11,7 | 23,2 | 28,2 | 30,6 | 29,6 | 25,6 | 19,2 | 13,3 | 7,1  | 6,1      | 15,5     | 29,5     | 19,4     | 17,6  |
| T. min. media (°C)                  | −3,6 | −2,4 | 1,3  | 6,7  | 12,2 | 17,7 | 20,7 | 19,9 | 15,7 | 9,1  | 4,0  | −1,1 | −2,4     | 6,7      | 19,4     | 9,6      | 8,4   |
| Precipitazioni (mm)                 | 77   | 67   | 96   | 90   | 94   | 87   | 110  | 89   | 96   | 81   | 76   | 90   | 234      | 280      | 286      | 253      | 1 053 |
| Giorni di pioggia                   | 10,6 | 9,4  | 10,5 | 11,3 | 11,1 | 9,8  | 9,9  | 8,4  | 8,7  | 8,6  | 9,3  | 10,6 | 30,6     | 32,9     | 28,1     | 26,6     | 118,2 |

## Storia della città

Dichiarazione d'indipendenza degli USA, in un quadro di John Trumbull

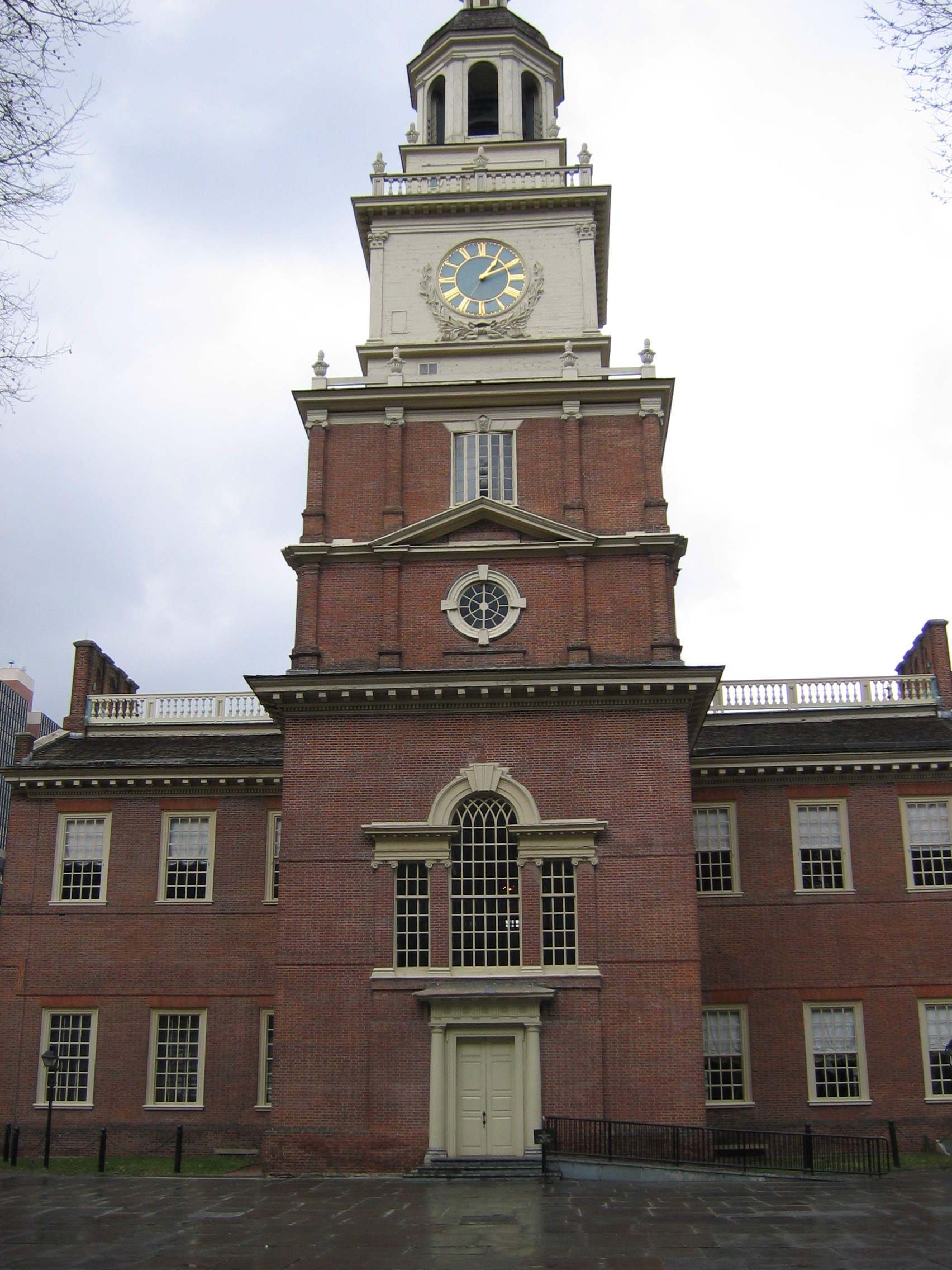
L'Independence Hall, uno dei siti dichiarati dall'UNESCO come patrimoni dell'umanità degli Stati Uniti d'America.

Prima dell'arrivo degli europei, nel luogo oggi occupato da Filadelfia sorgeva un nucleo abitato da nativi della tribù dei Delaware (o Lenape), nota come Shackamaxon. I primi colonizzatori, guidati dal missionario svedese Johannes Campanius, giunsero nella zona nel 1646: nel 1669 l'area era nota come Nuova Svezia ma negli anni immediatamente successivi passò rapidamente sotto il controllo britannico.
Quando nel 1682 William Penn fondò Filadelfia (in greco antico, amore fraterno) lo fece con un preciso piano urbanistico, sperando che la capitale della sua nuova colonia (la Pennsylvania) fondata su principi di libertà e tolleranza religiosa servisse da modello concreto di questa filosofia. A livello pratico, il progetto seguito da Penn lasciava ampi spazi fra le costruzioni, allo scopo di controllare meglio gli incendi e le epidemie (che all'epoca erano i più gravi problemi delle grandi città come Londra). Penn ebbe successo, e nella seconda metà del XVIII secolo Filadelfia era diventata la seconda città d'America (dopo Città del Messico) e dell'Impero britannico (dopo Londra).
Filadelfia fu uno dei centri più importanti della Rivoluzione americana e la Dichiarazione d'indipendenza degli Stati Uniti d'America (4 luglio 1776), nonché la Costituzione degli Stati Uniti (1787) furono firmate nella Independence Hall.
Nel 1790, a seguito di un accordo fra un gruppo di rappresentanti degli Stati del Sud e Alexander Hamilton (potente Segretario del Tesoro del governo federale) che prevedeva la costruzione nel Sud della nuova capitale di Washington, la sede del governo federale fu spostata dalla Federal Hall di New York alla Congress Hall di Filadelfia, che divenne così capitale (provvisoria) degli Stati Uniti, titolo che perse nel 1800 con l'inaugurazione del nuovo Campidoglio di Washington DC.
Filadelfia divenne successivamente uno dei centri principali dell'industria ferroviaria, ospitando ad esempio la Baldwin Locomotive Works, il principale costruttore mondiale di locomotive a vapore.
Nel 1876, in occasione dei 100 anni della Dichiarazione di Indipendenza, Filadelfia ospitò un'esposizione universale, così come nel 1926, in occasione dei 150 anni. Tuttavia nel 1976 il centro delle celebrazioni per i 200 anni di indipendenza non fu Filadelfia bensì New York.

## Monumenti e luoghi d'interesse

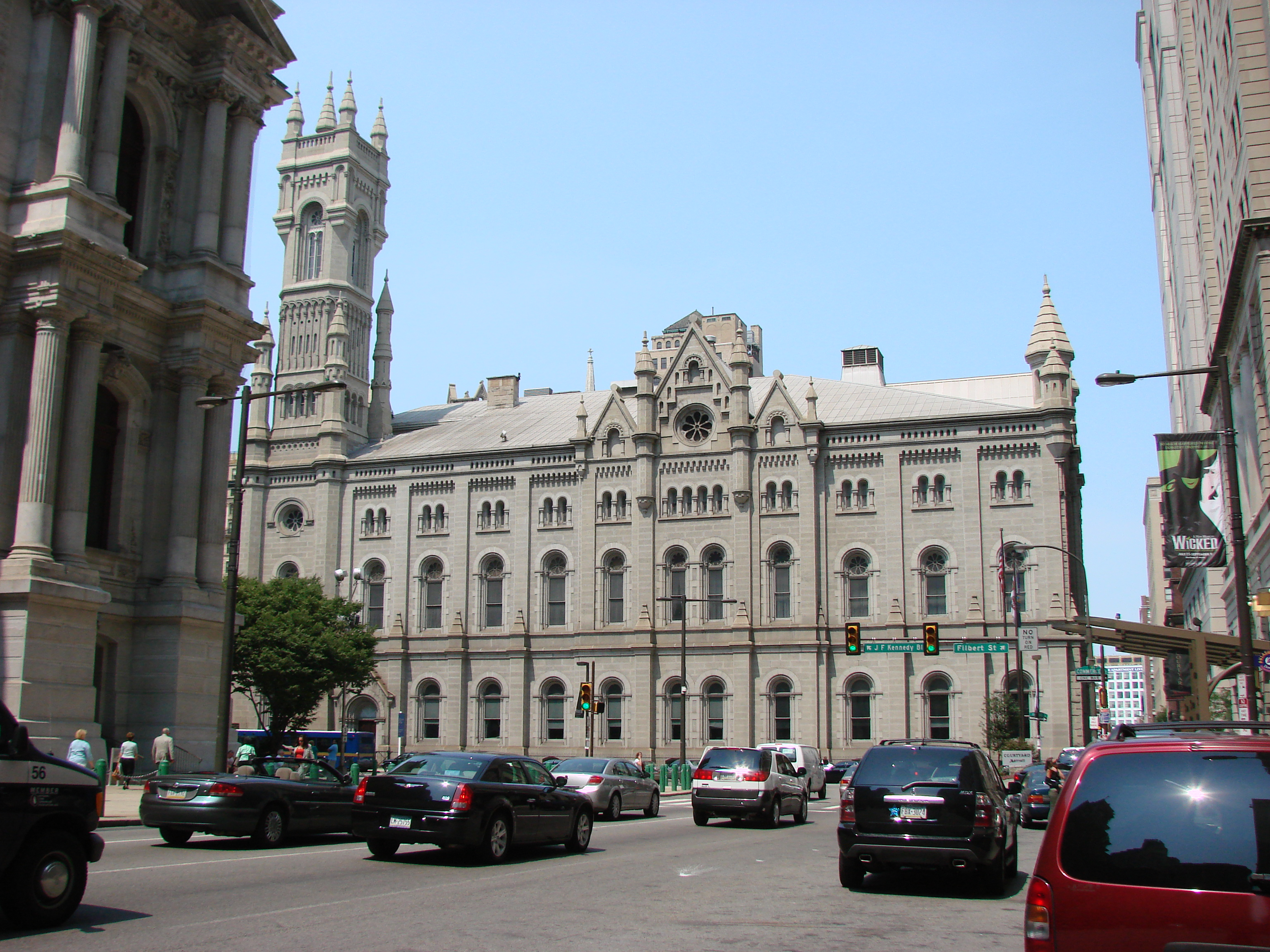
Tempio massonico

Thomas Holme, il progettista incaricato da William Penn, scelse una planimetria strettamente basata su una griglia, con tutte le vie che correvano (e corrono tuttora) in direzione nord-sud o in direzione est-ovest.
Le vie in direzione nord-sud sono numerate in sequenza, a partire dalla riva del fiume Delaware, fino alla 28th Street, sulla riva del fiume Schuylkill; questo sistema prosegue oltre il fiume stesso (ad esempio la stazione ferroviaria, che si trova poco oltre lo Schuylkill, è sulla 30th Street). Vi sono tuttavia due eccezioni a questo sistema, ovvero il lungofiume sul Delaware (noto come Front Street invece di 1st Street) e la principale arteria nord-sud (Broad Street invece di 14th Street).
Le vie in direzione est-ovest prendono generalmente nomi di alberi (Chestnut, Walnut, Locust, Spruce, ecc.), ordinate in base alla durezza dei vari tipi di legno (i più soffici all'estremo sud, procedendo verso tipi via via più duri andando verso nord), ma la principale di queste vie è Market Street (il nome originario scelto da Penn è però High Street) e un'altra eccezione è costituita da South Street (sei isolati più a sud di Market Street), nota per la vivace vita notturna.
Questo progetto è stato largamente rispettato anche in tempi moderni, con la sola eccezione della Benjamin Franklin Parkway, che corre in direzione nord-ovest dal centro cittadino.
Holme progettò anche cinque parchi pubblici: uno all'incrocio fra High Street e Broad Street, al centro geometrico della città (questo spazio è ora occupato dalla City Hall) e gli altri quattro (ora noti come Washington Square, Rittenhouse Square, Logan Square e Franklin Square) attorno a esso (anche se in modo non perfettamente simmetrico: ad es. Rittenhouse Square e Washington Square sono rispettivamente quattro isolati a ovest e sei isolati a est della City Hall).
La City Hall è il più alto edificio in marmo del mondo , e fino alla fine degli anni ottanta era anche il più alto edificio di Filadelfia. Sulla sua guglia più alta, a 167 metri dal suolo, si erge una statua di William Penn. Comunque, nel marzo 1987 l'edificio in One Liberty Place (che attualmente è il secondo edificio più alto di tutta la Pennsylvania, dopo il Comcast Center) infranse il gentlemen's agreement in base al quale nessun edificio doveva superare in altezza la statua di Penn e da allora dieci grattacieli hanno superato la City Hall. Curiosamente, è dallo stesso 1987 che le squadre professionistiche di Filadelfia non vincono più un titolo nazionale (tranne nel 2008 la vittoria dei Philadelphia Phillies nelle World Series), per cui si è iniziato a parlare della Maledizione di Billy Penn.
Dirimpetto alla City Hall si trova anche un tempio massonico, un'eredità dell'epoca della Dichiarazione di Indipendenza, in quanto molti dei Padri Fondatori erano dei frammassoni.
Prima di un ampliamento avvenuto nel 1854 (con il quale il territorio cittadino fu allargato fino a includere l'intera contea omonima, ovvero fino ai suoi attuali confini) Filadelfia consisteva solo della zona fra le attuali South Street (a sud), Vine Street (a nord), e i fiumi Delaware (a est) e Schuylkill (a ovest).
La città ospita inoltre numerose architetture di stampo neoclassico come la Seconda banca degli Stati Uniti d'America, la Borsa e la sede del Girard College; non più esistente invece il palazzo sede della Banca di Pennsylvania, una delle opere più significative di Benjamin Latrobe.
Di notevole interesse il Philadelphia Saving Fund Society Buiding di George Howe e William Lescaze del 1932, il grattacielo è considerato il primo edificio degli Stati Uniti d'America dell'International Style.
Fra le chiese è da ricordare la Cattedrale dei Santi Pietro e Paolo.
Altro luogo di interesse è la biblioteca pubblica, che conserva l'importante documento chiamato Conto navale pisano.
Dalla fine del XVIII secolo ospita il Lazzaretto di Filadelfia, il più antico degli Stati Uniti.

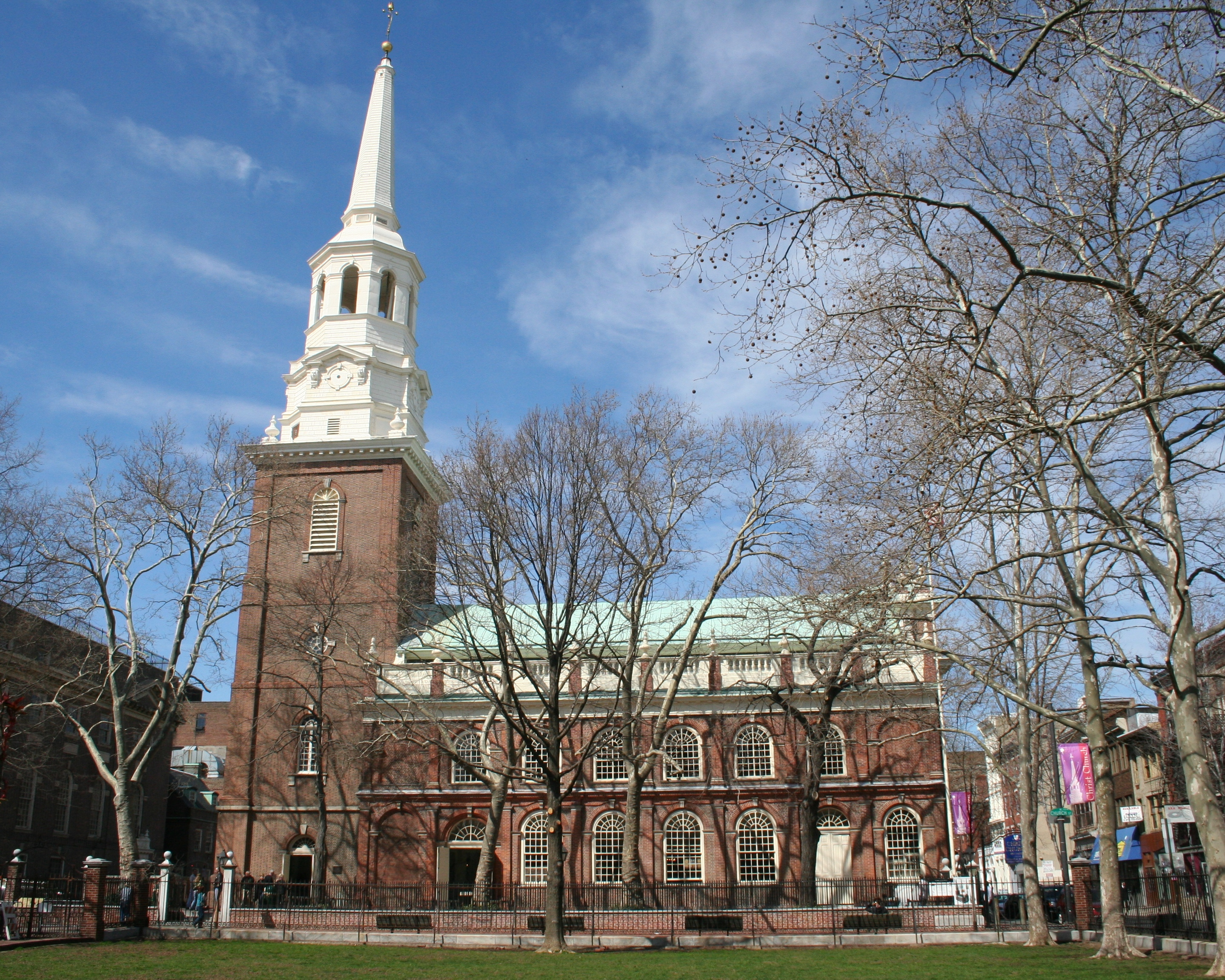
La chiesa di Cristo, luogo di nascita della Chiesa Episcopale degli U.S.A.
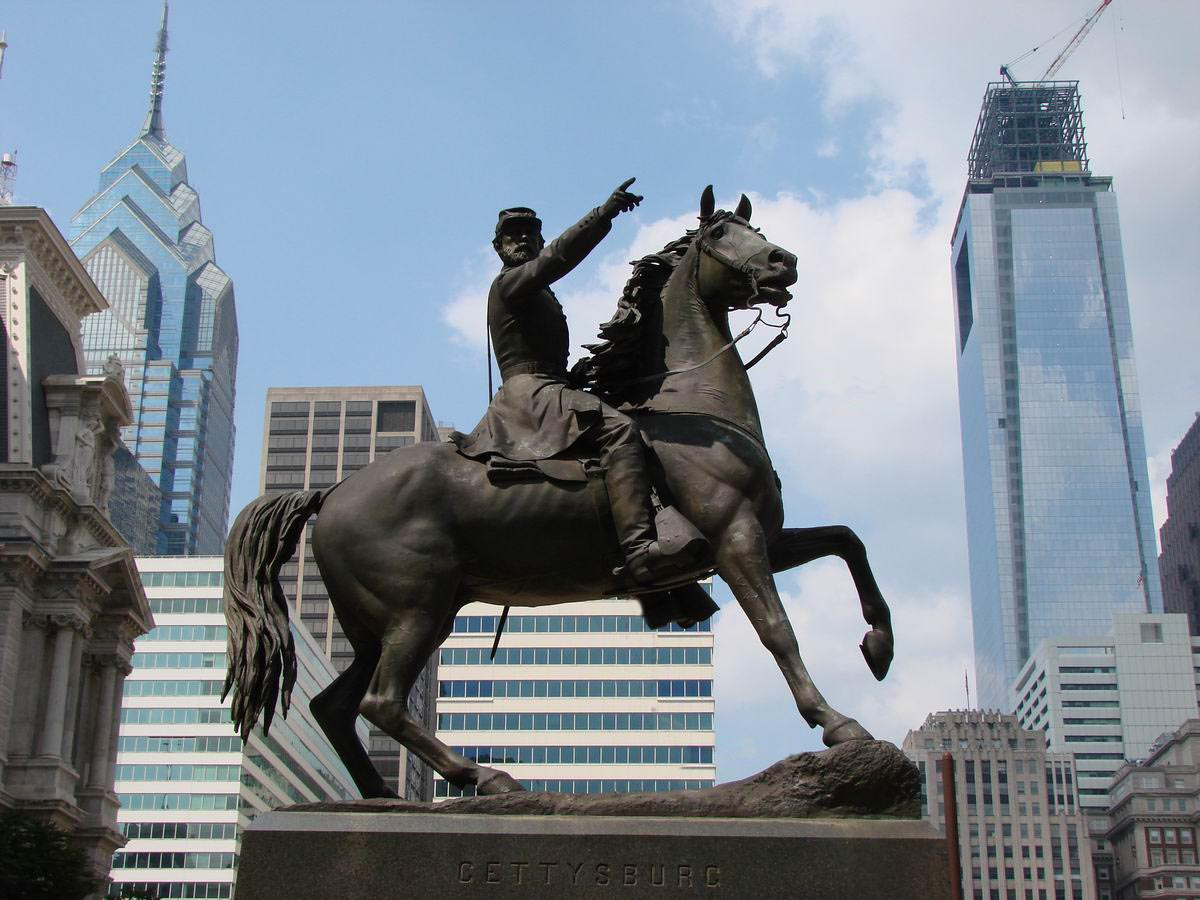
Statua equestre del generale John F. Reynolds
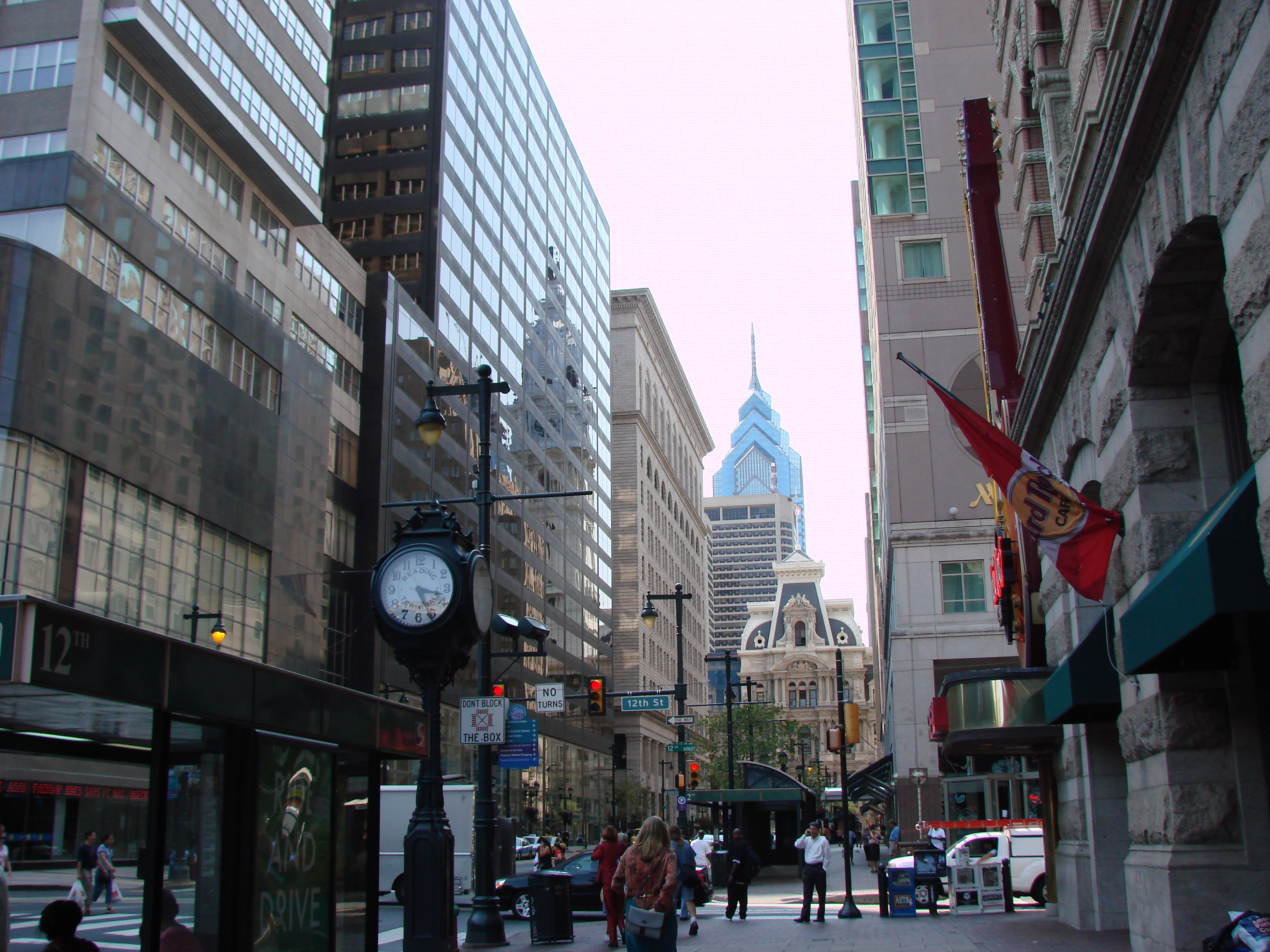
Market street verso ovest
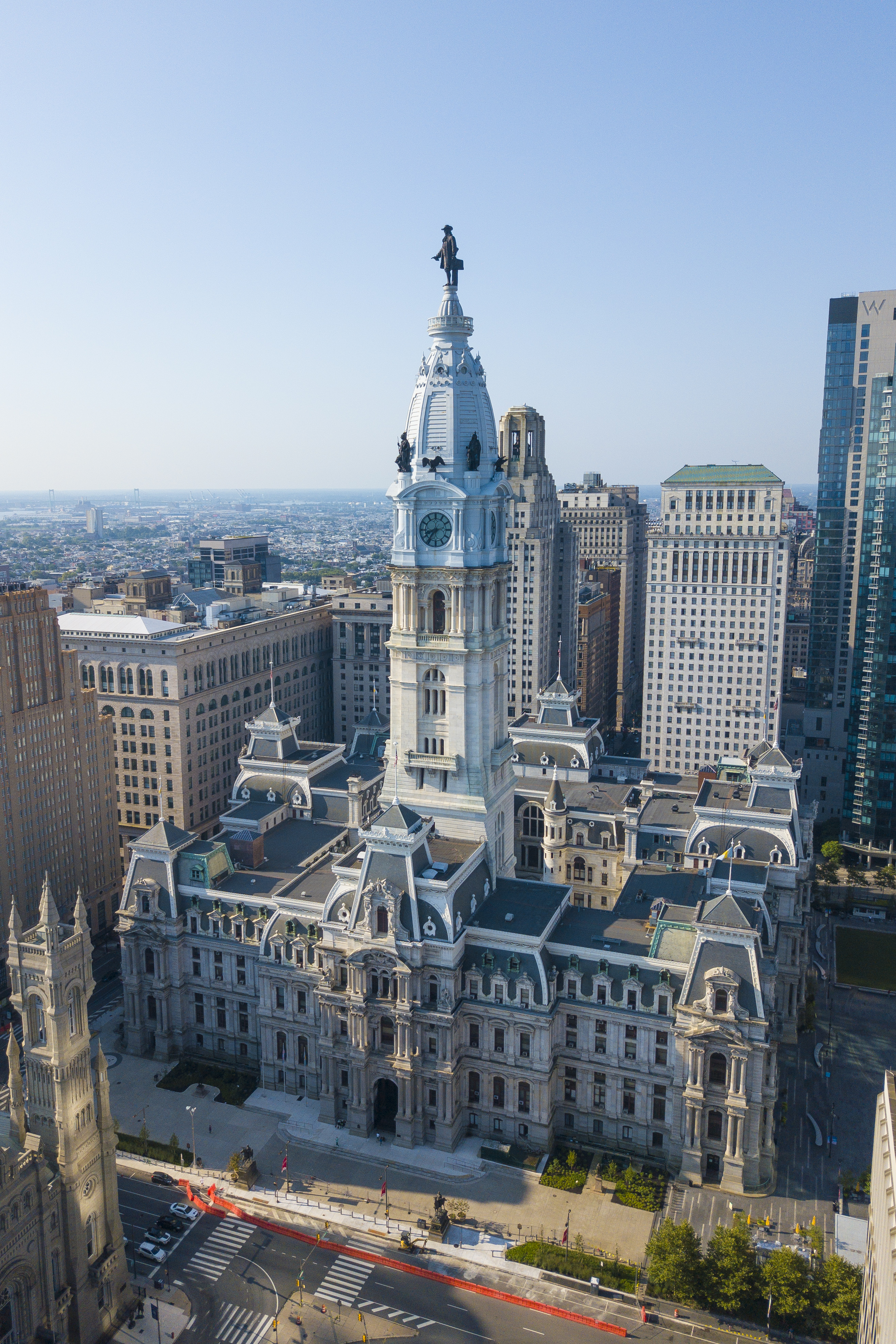
Philadelphia City Hall, il Municipio
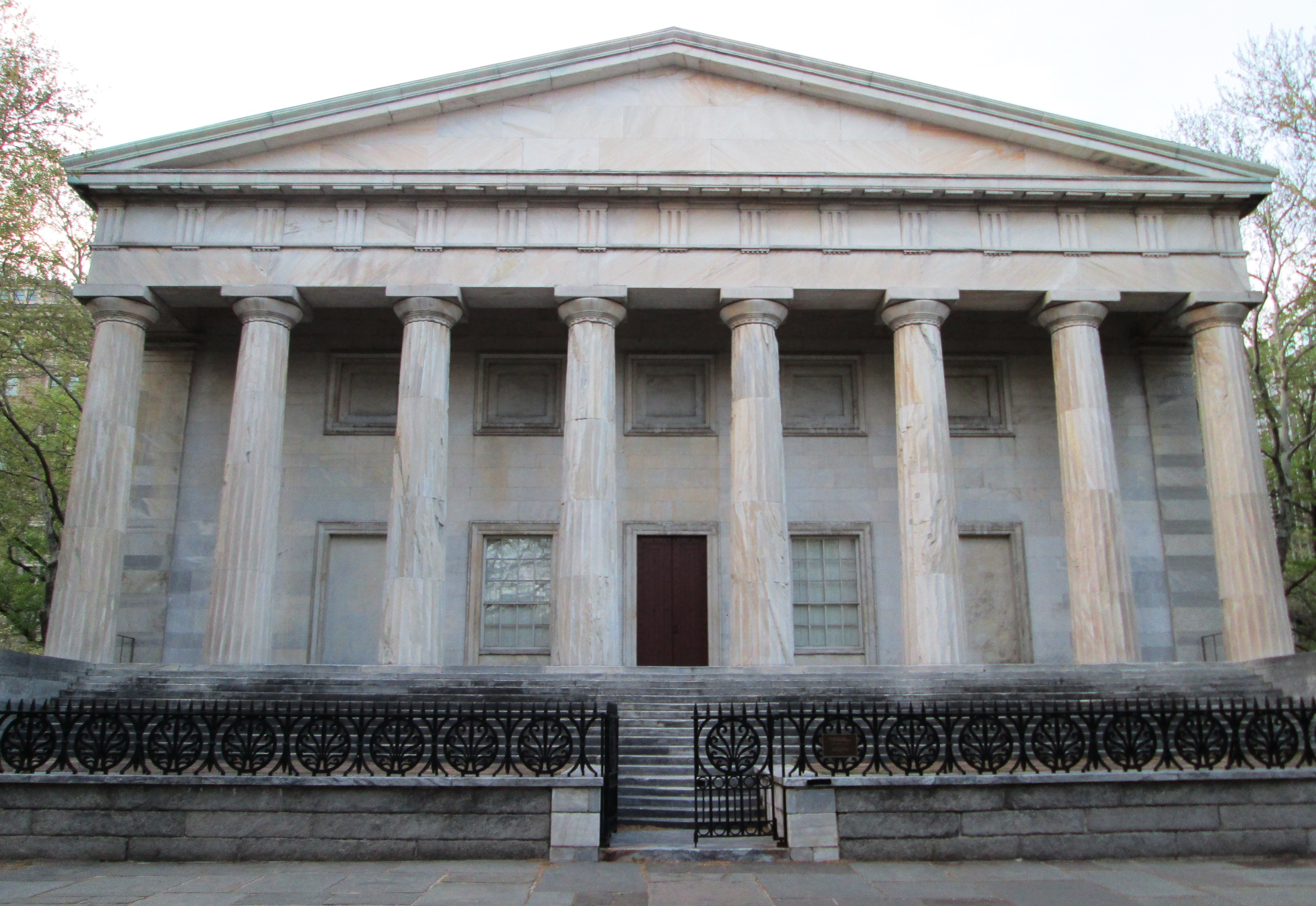
Seconda banca degli Stati Uniti d'America

## Società

### Evoluzione demografica
Secondo il censimento del 2010 nella città di Filadelfia vivono 1 526 006 persone, con un incremento dello 0,6% rispetto al censimento del 2000. La densità di popolazione è di 4 337,3 abitanti per km². Vi sono 661.958 unità abitative, per una densità media di 1 891,9 unità per km².
Dal punto di vista etnico, gli abitanti di Filadelfia sono per il 45,02% bianchi, per 43,22% afro-americani, per lo 0,27% amerindi, per il 4,46% asiatici, per lo 0,05% provengono dalle isole del Pacifico, per il 4,77% sono di altre etnie, e per il 2,21% sono di due o più etnie. Fra i bianchi, l'8,50% della popolazione è costituito da ispanici, mentre una suddivisione per nazionalità di origine vede un 13,6% di irlandesi, un 9,2% di italiani, un 8,1% di tedeschi, un 6,4% di portoricani e un 4,3% di polacchi.
Dei 590 071 gruppi abitativi, il 27,6% sono famiglie con figli a carico, il 32,1% sono coppie sposate senza figli a carico, il 22,3% hanno per capofamiglia una donna single, e il 18% sono famiglie di altro tipo. Il 38,3% di tutti i gruppi abitativi sono costituiti da un'unica persona, e in particolare l'11,9% è costituito da anziani (ultrasessantacinquenni) che vivono soli. Il gruppo abitativo medio è composto di 2,48 persone, mentre la famiglia media con figli è di 3,22 persone.
Il 25,3% della popolazione cittadina ha meno di 18 anni, l'11,1% ha tra 18 e 24 anni, il 29,3% ha fra 25 e 44 anni, il 20,3% ha tra 45 e 64 anni e il 14,1% ha più di 65 anni. L'età mediana è di 34 anni. Per ogni 100 donne vi sono 86,8 uomini, e in particolare nella popolazione sopra i 18 anni vi sono 81,8 uomini per ogni 100 donne.
Il reddito medio di un gruppo abitativo che risiede in città è di 30746 $ all'anno, mentre il reddito medio di una famiglia è di 37036 $ all'anno. Gli uomini hanno un reddito medio di 34199 $ annui, contro 28477 $ annui per le donne. Il reddito pro-capite è di 16509 $ all'anno. Il 22,9% della popolazione e il 18,4% delle famiglie è al di sotto della soglia di povertà. In particolare, il 31,3% di coloro che hanno meno di 18 anni e il 16,9% di coloro che hanno più di 65 anni vivono al di sotto della soglia di povertà.

## Cultura

### Università e accademie
Nell'area di Filadelfia ci sono più di ottanta fra college, università, business school e altri istituti di istruzione terziaria. L'Università della Pennsylvania è stata fondata nel 1740 da Benjamin Franklin ed è membro dell'Ivy League. A quest'università fa capo la prestigiosa Wharton School di economia.
L'università con più studenti è la Temple University, seguita dalla Drexel University.
Altri atenei cittadini sono la Thomas Jefferson University, la La Salle University dei Fratelli delle scuole cristiane, la Pennsylvania Academy of the Fine Arts, il Curtis Institute of Music.
A Filadelfia ha sede l'American Philosophical Society, fondata anch'essa da Franklin.

### Biblioteche e archivi
La città annovera varie biblioteche, la principale delle quali è la Free Library of Philadelphia, aperta nel 1894, con un patrimonio di più di sette milioni di libri, e suddivisa in 54 sedi, presenti nei diversi quartieri cittadini. L'Athenæum of Philadelphia, situato presso Independence Hall e fondato nel 1814, ospita una collezione di documenti storici, artistici e architettonici.
La Library Company of Philadelphia, aperta nel 1731, possiede più di 450 000 volumi, che risalgono a prima della guerra di secessione. La biblioteca della società americana di filosofia custodisce circa 230 000 opere e cinque milioni di manoscritti. Il Rosenbach Museum & Library contiene una collezione di manoscritti e libri rari.

### Musei

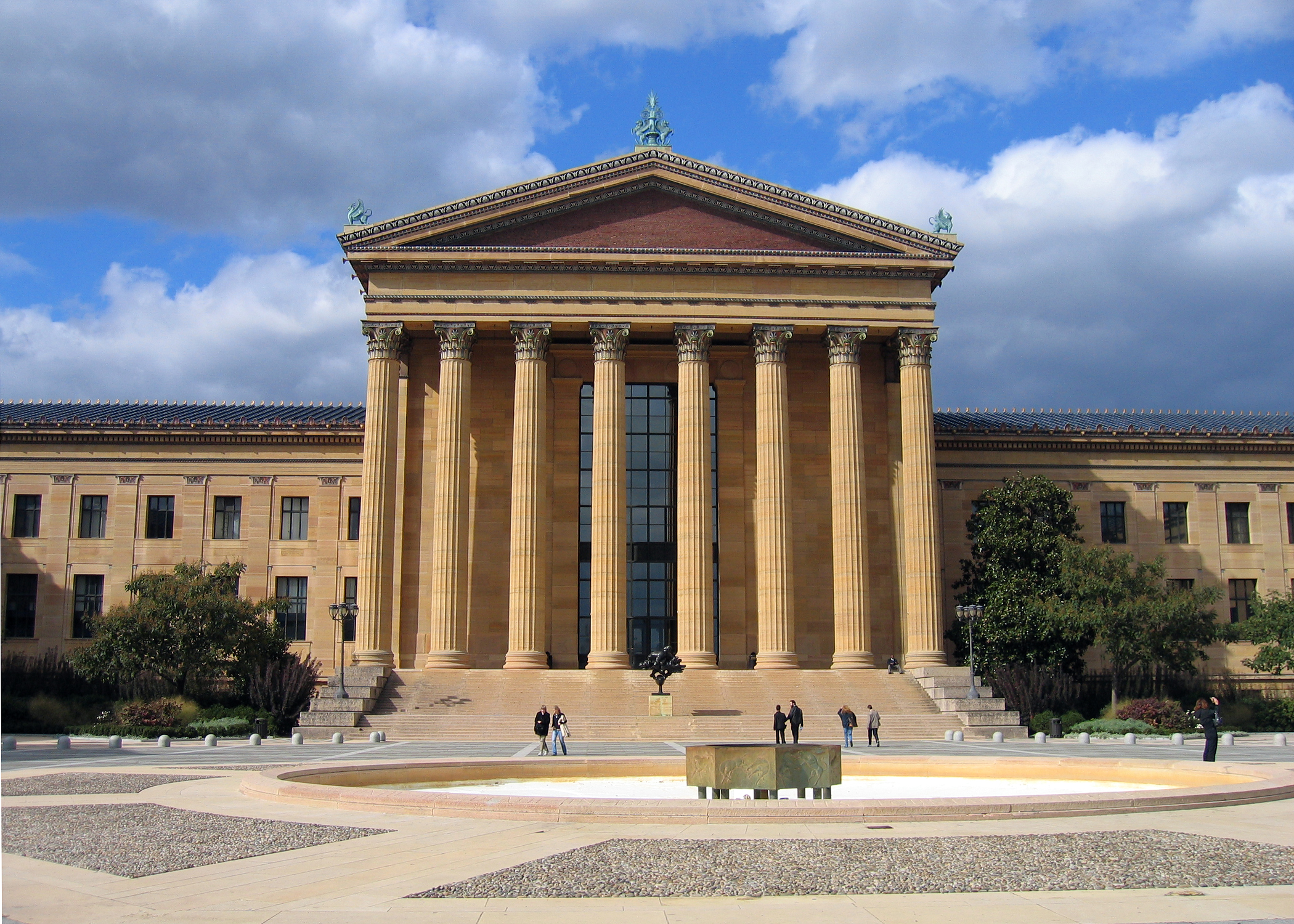
Philadelphia Museum of Art

I principali musei di belle arti di Filadelfia sono il Philadelphia Museum of Art e la Barnes Foundation. Fra gli altri musei d'arte ci sono il Rodin Museum e il museo della Pennsylvania Academy of the Fine Arts.
Il museo archeologico cittadino è il Museo di archeologia e antropologia dell'Università della Pennsylvania.
L'educazione scientifica è affidata al Franklin Institute (scienza e tecnica) e alla Academy of Natural Sciences (scienze naturali).
L'Independence National Historical Park racchiude luoghi significativi della storia americana, fra cui Independence Hall, la Liberty Bell, la Prima banca degli Stati Uniti d'America, la Seconda banca degli Stati Uniti e il National Constitution Center.

### Musica
L'Orchestra di Filadelfia ha raggiunto fama internazionale grazie a direttori come Leopold Stokowski, Eugene Ormandy, Riccardo Muti, Wolfgang Sawallisch, Charles Dutoit.
L'Academy of Music è il teatro lirico della città, in cui si esibiscono l'Opera Philadelphia e il Pennsylvania Ballet.

### Cinema
Pur non essendo sede di importanti studi cinematografici, Filadelfia è stata ed è tuttora lo sfondo di numerosi film. Fra questi, i più famosi sono probabilmente Giustizia privata, film del 2009 diretto da F. Gary Gray e interpretato da Gerard Butler e Jamie Foxx, Philadelphia, del 1993, diretto da Jonathan Demme con Tom Hanks e Denzel Washington e soprattutto l'intera saga di Rocky, pugile fittizio interpretato da Sylvester Stallone.
Fra gli altri si segnalano L'esercito delle 12 scimmie (Terry Gilliam, 1996), Blow Out (Brian De Palma, 1981), Il mistero dei Templari (National Treasure) (Jon Turteltaub, 2004), The Sixth Sense - Il sesto senso (M. Night Shyamalan, 1999), Una poltrona per due (John Landis, 1983), Il lato positivo - Silver Linings Playbook (David O. Russel, 2012).
La città fa da sfondo anche alle vicende delle serie televisive Cold Case, Le regole del delitto perfetto, C'è sempre il sole a Philadelphia,
I segreti di Filadelfia.

## Geografia antropica

### Quartieri
Filadelfia è ufficialmente divisa in numerosi quartieri. Fra questi, i più importanti sono Andorra, Roxborough, Northern Liberties, Old City, Bustleton, Somerton, Manayunk, Center City, Queen Village, Kensington, Frankford, University City, Strawberry Mansion, Chestnut Hill, Fishtown, Port Richmond, Germantown, Mount Airy, Wynnefield, Chinatown, Fox Chase, South Philly, Society Hill e il Museum District.

## Economia
L'economia di Filadelfia è basata sulla produzione industriale (acciaio, raffinerie, prodotti alimentari) e sui servizi finanziari. Filadelfia è anche sede di una borsa valori.
Nel 1807 fu fondata a Filadelfia la United States Insurance Corporation, un'importante compagnia di assicurazione statunitense.
Le più importanti multinazionali con sede a Filadelfia sono la Aramark (servizi), la GlaxoSmithKline (prodotti farmaceutici), la Sunoco (petrolio e derivati), la Comcast (trasmissioni televisive via cavo), e la Pep Boys (meccanica).
Anche il governo federale ha un ruolo importante nell'economia cittadina. In particolare, la filiale orientale della zecca degli Stati Uniti ha sede nei pressi del centro storico, così come una delle filiali principali della Federal Reserve. Per via della forte presenza di istituzioni federali, Filadelfia è sede anche di un gran numero di studi legali.

## Infrastrutture e trasporti

### Trasporto locale

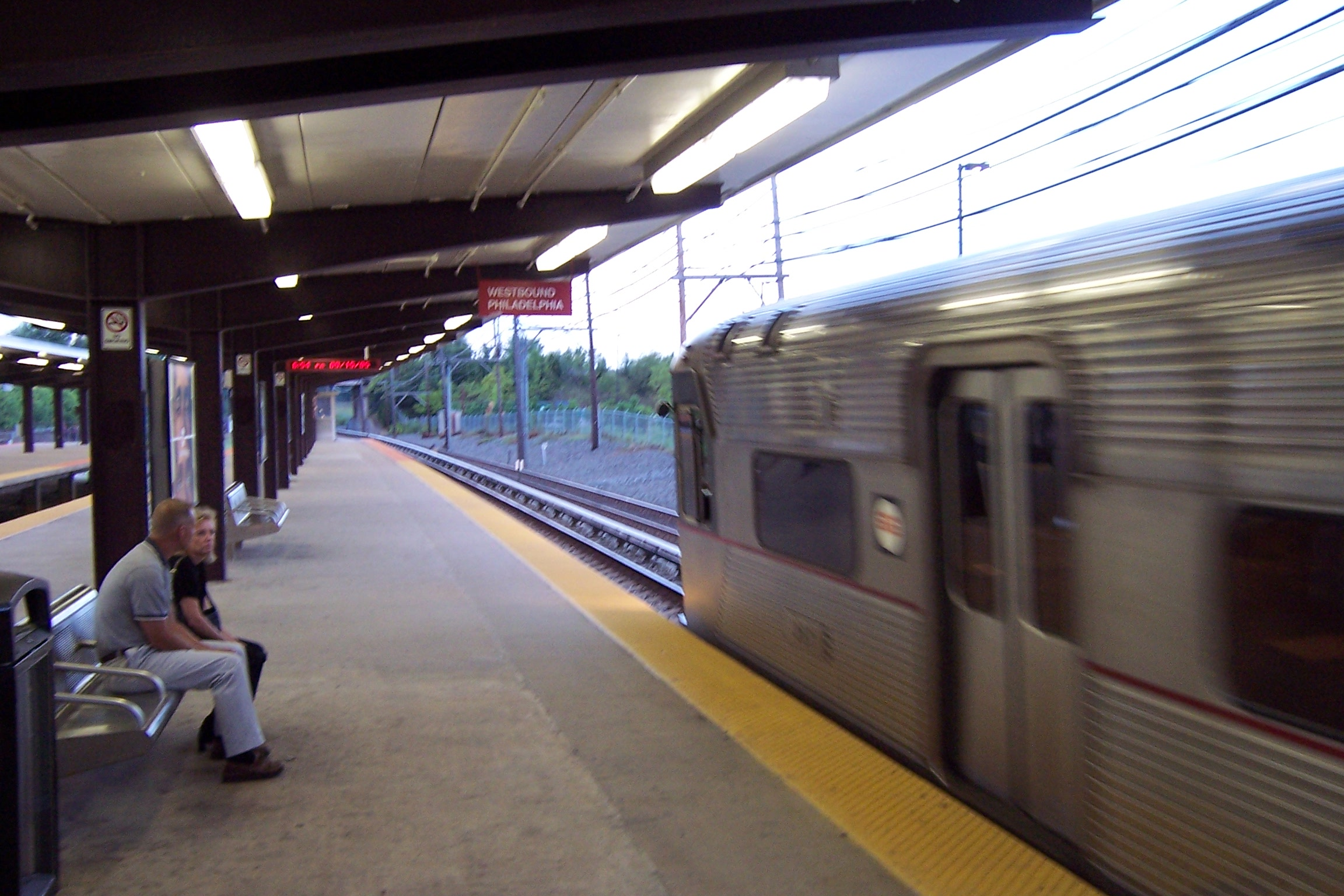
Un treno della PATCO alla stazione di Woodcrest

Il trasporto pubblico entro la città di Filadelfia è fornito dalla SouthEastern Pennsylvania Transportation Authority (SEPTA), che è responsabile per i servizi di autobus urbani, filobus, treni locali, metropolitana e tram urbani (tra cui la tranvia Girard Avenue, esercitata con vetture storiche) e interurbani (tranvie Media-Sharon Hill e Norristown), sia nel centro sia nell'area metropolitana (le linee della SEPTA Regional Rail arrivano ad esempio a Trenton, nel New Jersey, alcune decine di chilometri a nord del centro cittadino).
Un'altra compagnia, la PATCO (Port Authority Transit Corporation) gestisce la PATCO Speedline, collegamento con le località del New Jersey (Camden, Collingswood, Haddonfield, Cherry Hill, Ashland e Lindenwold) che si trovano dirimpetto a Filadelfia, sull'altra riva del fiume Delaware.

### Strade e ferrovie
Filadelfia si trova sul cosiddetto corridoio di nord-est (Washington-Baltimora-Filadelfia-New York-Boston) servito dalle ferrovie dell'Amtrak.
La stazione dell'Amtrak sulla trentesima strada (notevole anche dal punto di vista architettonico) è una delle più importanti degli Stati Uniti; vi fanno scalo sia treni a lunga distanza dell'Amtrak sia treni locali della SEPTA e della New Jersey Transit.
Filadelfia giace anche sulla autostrada I-95, che corre lungo la costa orientale degli USA, dal Maine alla Florida. I collegamenti verso ovest sono invece assicurati dalla I-76 (nota con i nomi di Schuylkill Expressway nel primo tratto e di Pennsylvania Turnpike per il resto della sua estensione), che unisce Filadelfia e Pittsburgh, seconda città della Pennsylvania. Le due sono collegate dalla I-676 (Vine Street Expressway), che corre sotto il centro cittadino.
I collegamenti con il vicino New Jersey sono assicurati da tre ponti principali sul fiume Delaware, il Ponte Benjamin Franklin (I-676), il Ponte Walt Whitman (I-76) e il Ponte Betsy Ross.

### Aeroporti
Entro i confini cittadini si trovano due aeroporti, il Philadelphia International Airport (cod. PHL; parte di esso si estende però sul territorio della cittadina di Tinicum) e il Northeast Philadelphia Airport (cod. PNE).
Il più importante è sicuramente il Philadelphia International Airport, sede di tutte le grandi compagnie, per voli sia domestici sia internazionali. Questo aeroporto è collegato al centro cittadino (e in particolare alla stazione ferroviaria) da una linea della metropolitana.
Invece il Northeast Philadelphia Airport viene usato solo per voli privati (charter ed executive) e cargo.

## Amministrazione

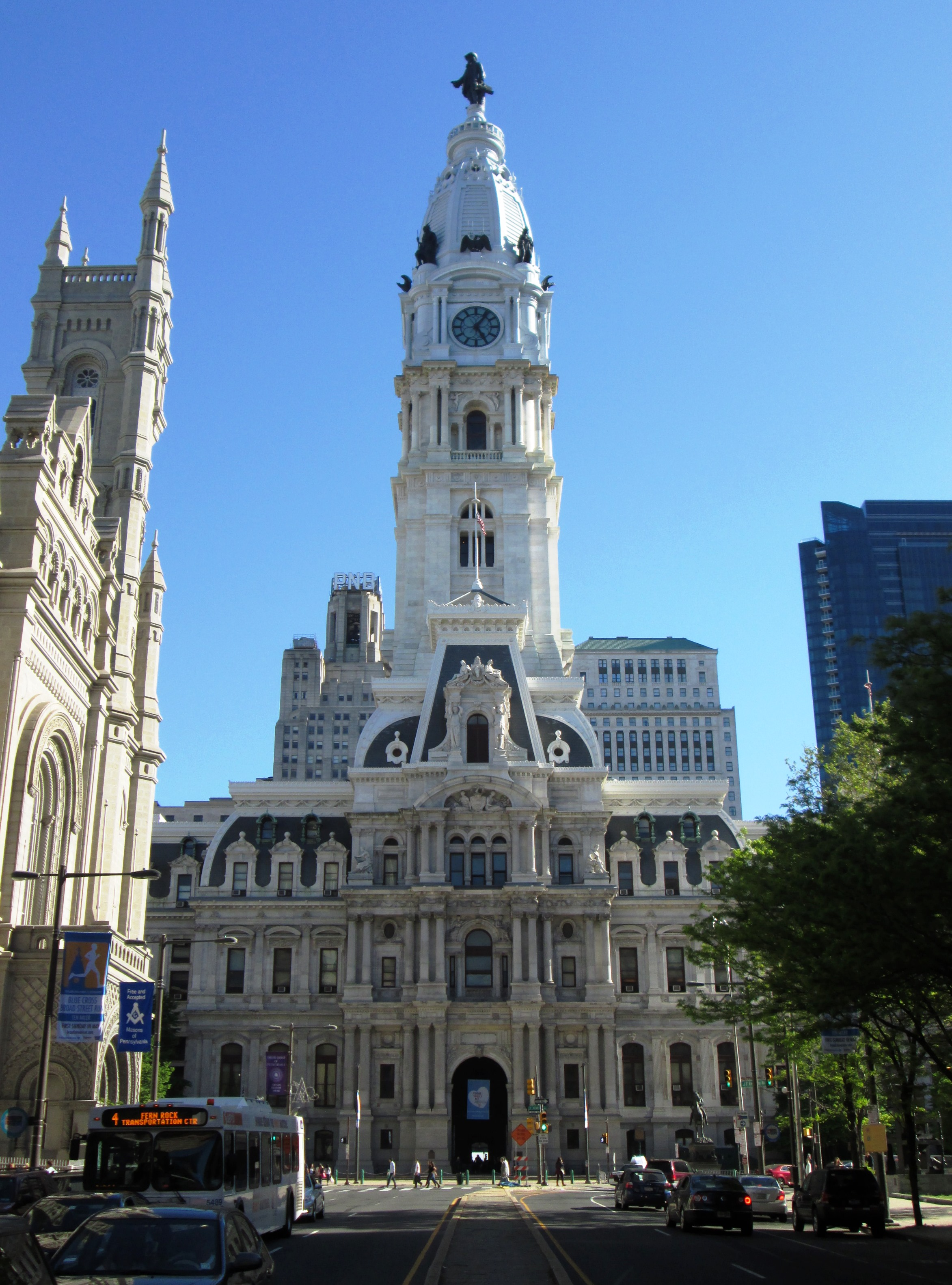
Il municipio di Filadelfia visto da nord, sulla sinistra il tempio massonico

A differenza di quanto accade in quasi tutto il resto degli Stati Uniti, dal punto di vista amministrativo la contea di Filadelfia esiste solo nominalmente, in quanto tutte le sue funzioni sono state assunte dalla Città di Filadelfia nel 1952. Città e contea si estendevano sullo stesso territorio fin dal 1854.

### Potere esecutivo
La città di Filadelfia è guidata da un sindaco, eletto direttamente dai cittadini per un mandato di 4 anni. Un sindaco non può presentarsi per più di due mandati consecutivi (ma può presentarsi per un terzo mandato se lascia passare 4 anni dalla fine del secondo).
Il sindaco attuale di Filadelfia è democratico.

### Potere legislativo
Nella città di Filadelfia il potere legislativo è esercitato da un Consiglio Cittadino. Il consiglio è composto di 17 membri, 10 dei quali rappresentano specifici distretti, mentre 7 rappresentano la città in generale.

### Potere giudiziario
La Corte delle lamentele comuni (Court of Common Pleas) della contea di Filadelfia è la corte processuale che generalmente ha competenza sulla città, ed è finanziata e gestita dalla Città di Filadelfia.
Per casi di minore importanza e per le dispute sul traffico esistono una Corte Municipale e una Corte del Traffico.
Le tre corti d'appello della Pennsylvania hanno sedi a Filadelfia, e la Corte Suprema della Pennsylvania (che è il massimo organo giudiziario dello Stato) si riunisce solitamente nella City Hall (municipio). Anche altri organi giudiziari dello Stato (la Corte superiore della Pennsylvania e la Corte del Commonwealth della Pennsylvania) si riuniscono a Filadelfia diverse volte l'anno.

### Gemellaggi
Filadelfia è gemellata con:
- Firenze
- Abruzzo
- Filadelfia, dal 1972
- Aix-en-Provence
- Kōbe
- Tel Aviv
- Toruń, dal 1976
- Tientsin, dal 1980
- Nižnij Novgorod
- Incheon
- Douala

## Sport
Filadelfia è una delle poche città americane sede di squadre professionistiche in tutti i principali sport americani e nel calcio:
- I Philadelphia Eagles (NFL - football americano) giocano al Lincoln Financial Field
- I Philadelphia 76ers (NBA - basket) giocano al Wells Fargo Center
- I Philadelphia Flyers (NHL - hockey su ghiaccio) giocano al Wells Fargo Center
- I Philadelphia Phillies (MLB - baseball) giocano al Citizens Bank Park
- I Philadelphia Union (MLS - calcio) giocano al Subaru Park
- I Philadelphia Wings (NLL - Indoor lacrosse) giocano al Wells Fargo Center

Tutti questi stadi sono stati costruiti recentemente (negli ultimi dieci anni) e hanno sostituito alcuni impianti storici quali il Veterans Stadium (abbattuto nel 2004) e il Wachovia Spectrum (successivamente utilizzato da alcune squadre minori e poi abbattuto).
A Filadelfia aveva inoltre sede la Extreme Championship Wrestling (ECW), federazione di wrestling professionistico fallita nel 2001 e nota per il suo stile estremamente crudo e violento.
Nell'aprile 2024 la città ha ospitato la 40ª edizione di Wrestlemania (pay-per-view più importante della WWE) nel Lincoln Financial Field.